# Ваља Попиј (Прибојени)
Ваља Попиј (рум. Valea Popii) насеље је у Румунији у округу Арђеш у општини Прибојени. Oпштина се налази на надморској висини од 270 m.

## Становништво
Према подацима из 2002. године у насељу је живело 513 становника, од којих су сви румунске националности.